# Desfile de la Victoria (Bakú)
El Desfile de la Victoria en Bakú (en azerí: Zəfər paradı) fue un desfile militar celebrado en Bakú (Azerbaiyán) el 10 de diciembre de 2020 por la victoria de Azerbaiyán (con ayuda de Turquía) en la segunda guerra del Alto Karabaj las semanas anteriores.

## Descripción

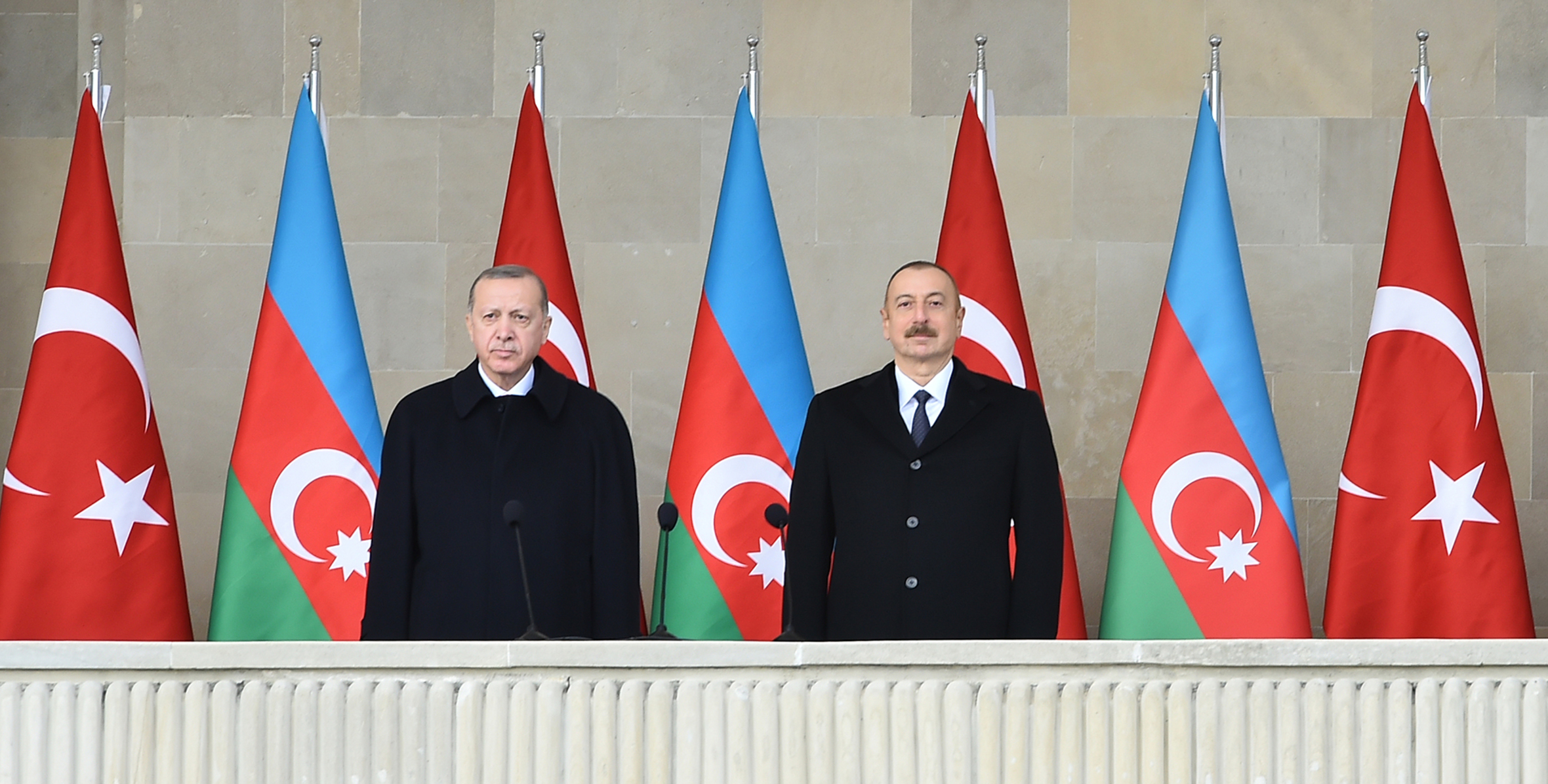
El presidente de Azerbaiyán, Aliyev, junto al presidente de Turquía, Erdoğan, durante el Desfile de la Victoria celebrando el resultado de la segunda guerra del Alto Karabaj en el año 2020.

El 10 de diciembre de 2020 en Bakú en la plaza "Azadlıq" (Plaza de la Libertad) fue celebrado un desfile militar del triunfo después de la segunda guerra del Alto Karabaj y recuperar la integridad territorial de Azerbaiyán. En el desfile se asistieron el presidente de Azerbaiyán Ilham Aliyev, la primera dama Mehriban Aliyeva, el presidente de Turquía Recep Tayyip Erdoğan y su esposa Emine Erdogan.
En el Desfile asistieron más de 3.000 personas (incluyendo los militares de las Fuerzas Armadas de Turquía), se demuestran alrededor de 150 unidades de equipo militar, incluyendo varios de los trofeos de guerra capturados por el ejército azerbaiyano durante la guerra.
Un grupo de los soldados de las Fuerzas Especiales del Ministerio de Defensa, los infantes de marina de Armada, los equipos de parada del Servicio de Inteligencia Exterior y del Servicio de Seguridad del Estado, las Fuerzas Especiales del Ejército de Armas Combinadas Independientes, los soldados del segundo cuerpo de ejército, el tercer cuerpo del Ejército, el cuarto Cuerpo del Ejército, el sexto Cuerpo del Ejército, los militares de las Fuerzas de Misiles y Artillería, los militares de las Fuerzas Armadas de Turquía, las tropas fronterizas estatales, las tropas de desfile del Ministerio del Interior, la Guardia Nacional del Servicio de Seguridad del Presidente de Azerbaiyán marcharon frente al podio. Después se marcharon los representantes de la Escuela Militar Superior de Azerbaiyán Heydar Aliyev, cadetes y oficiales del Liceo Militar Jamshid Najchivanski y los cadetes (por primera vez) del Liceo Militar que lleva el nombre de Heydar Aliyev en la República Autónoma de Najchiván.

## Galería

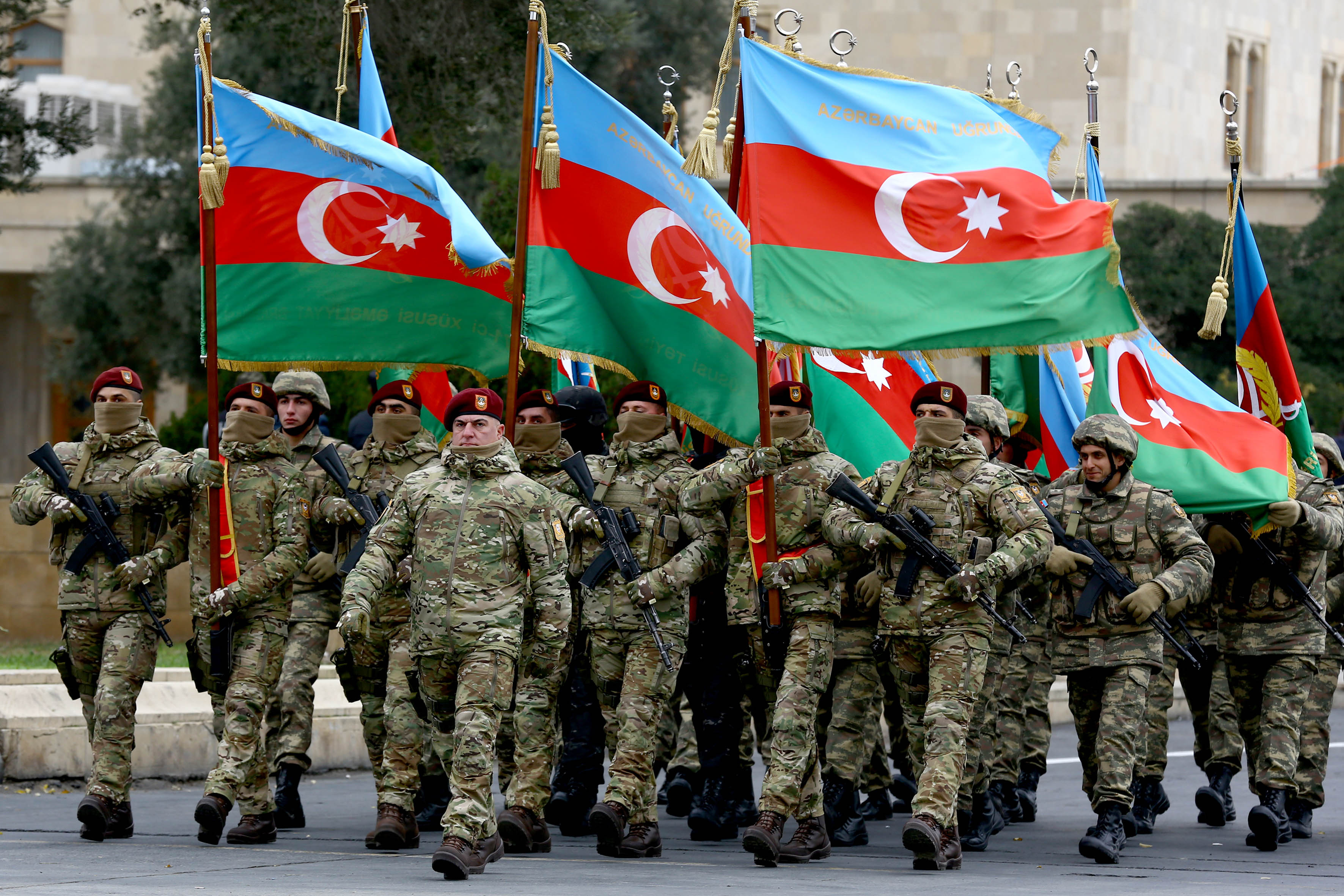
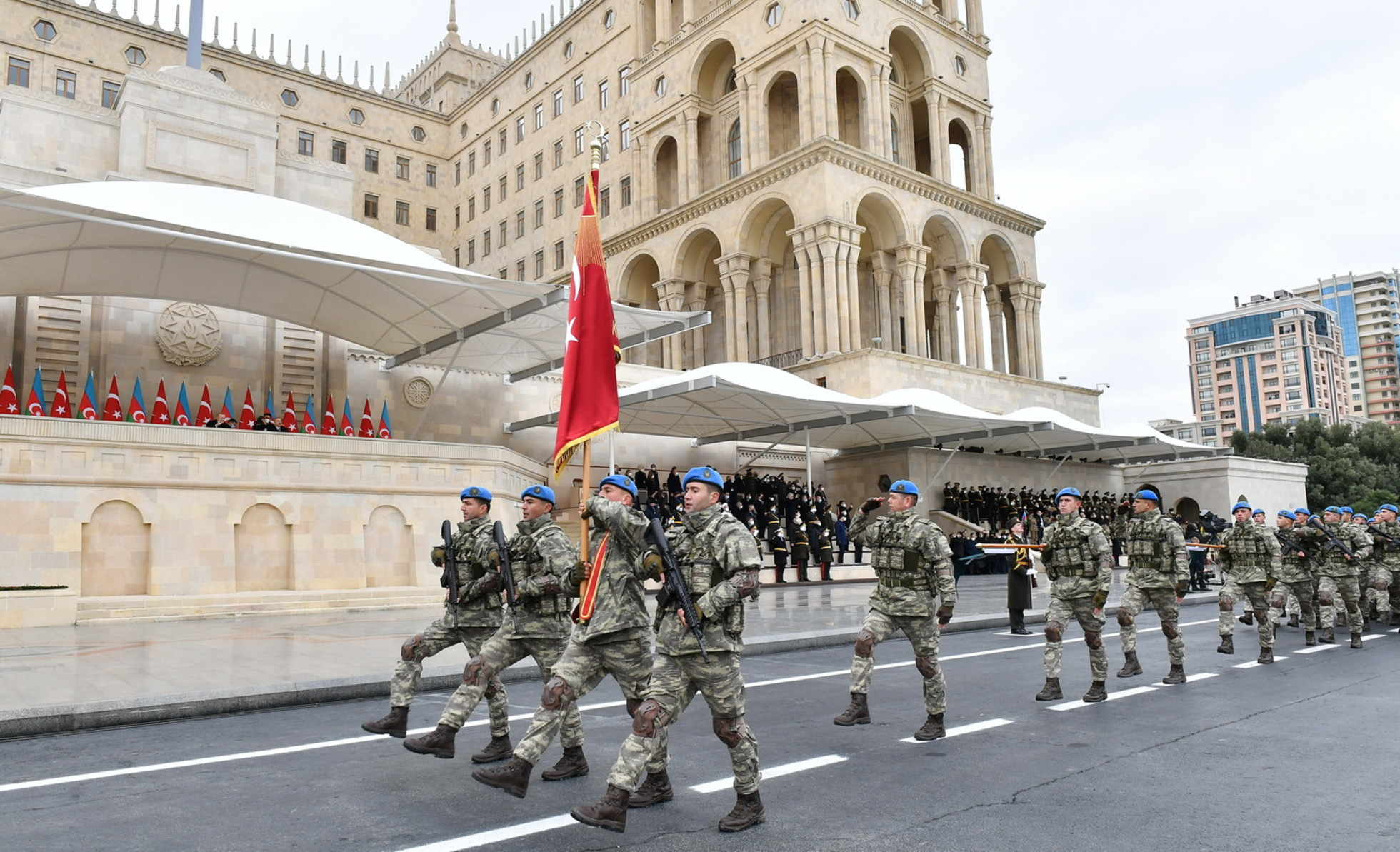
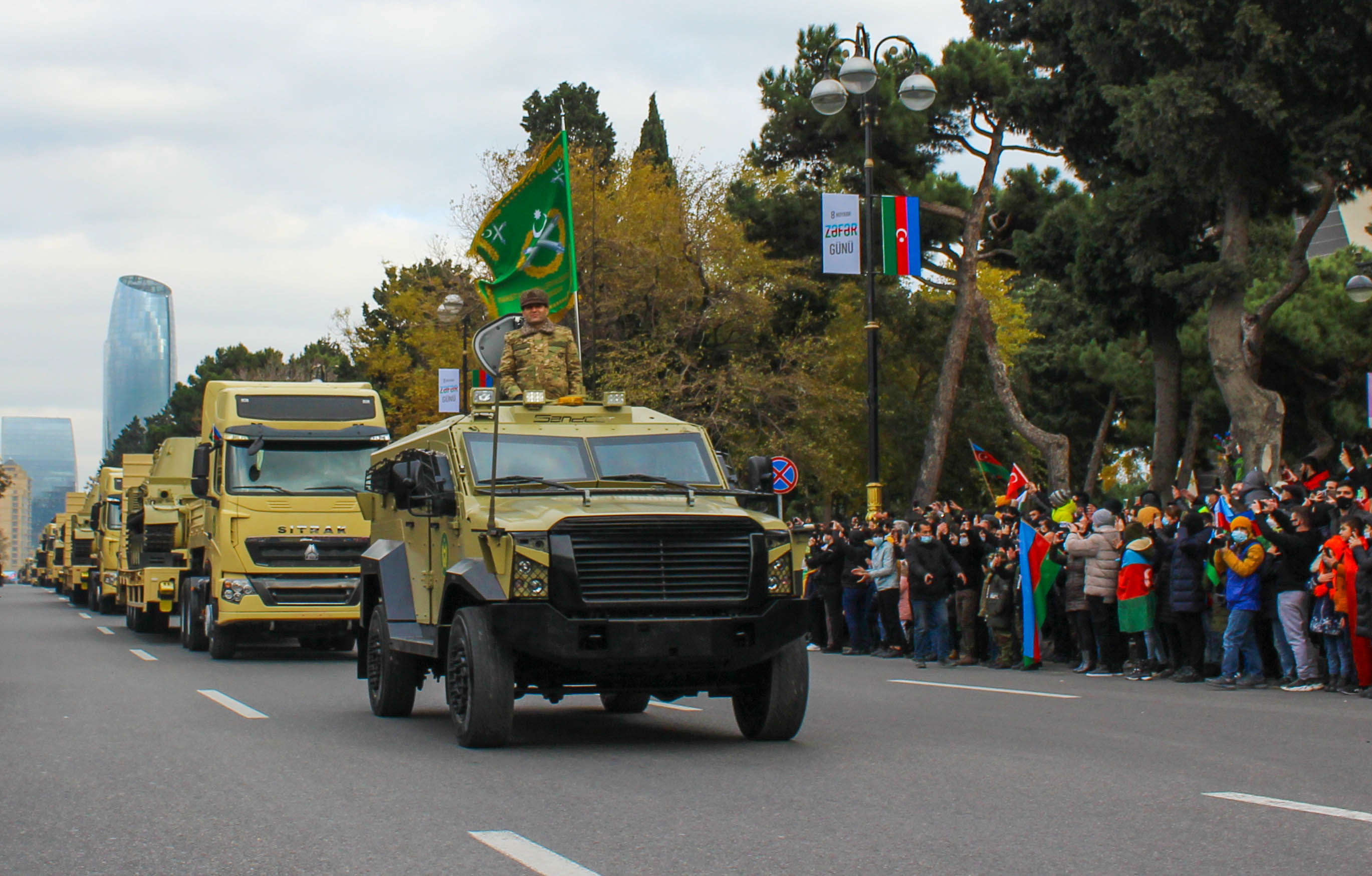
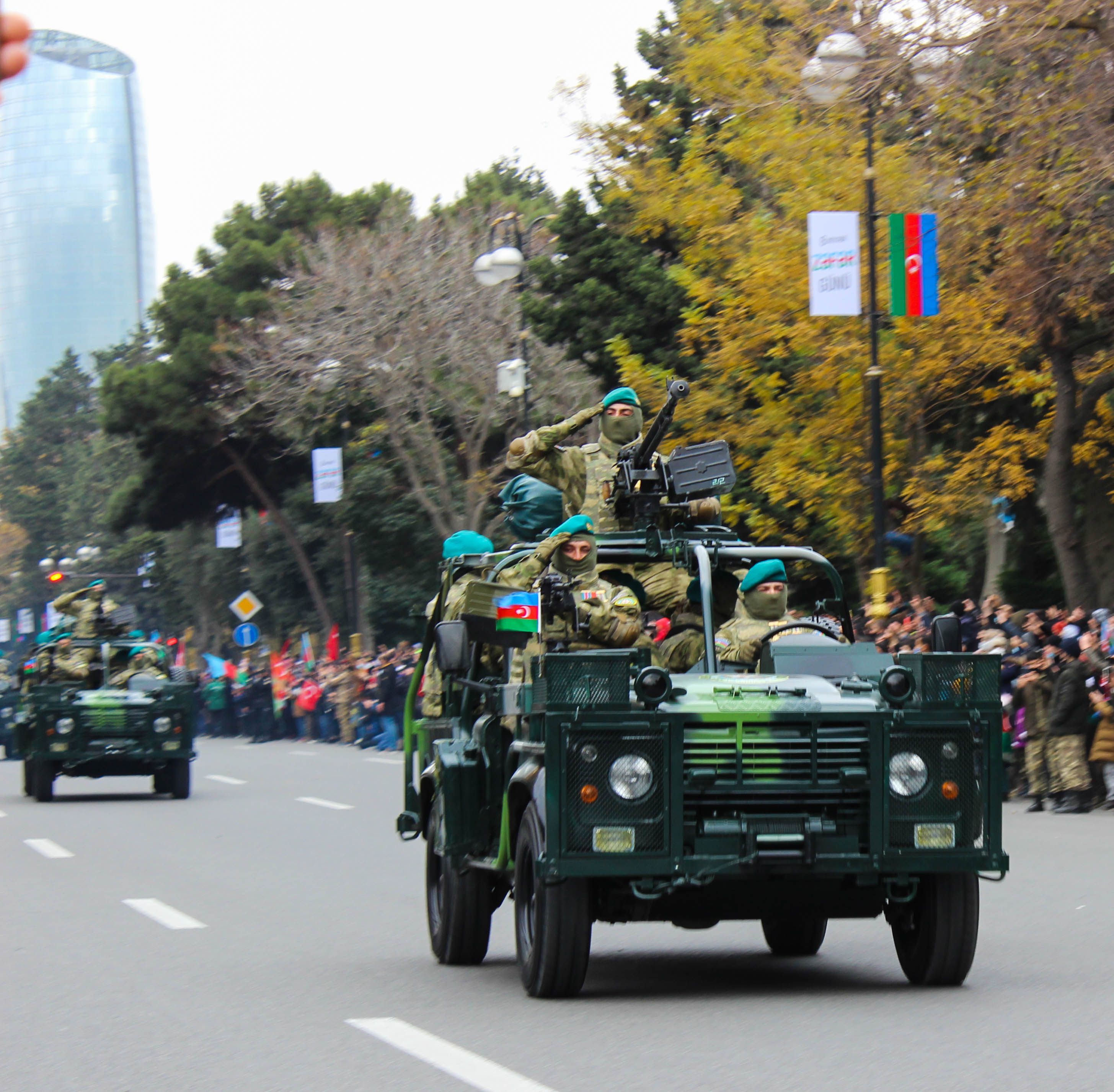
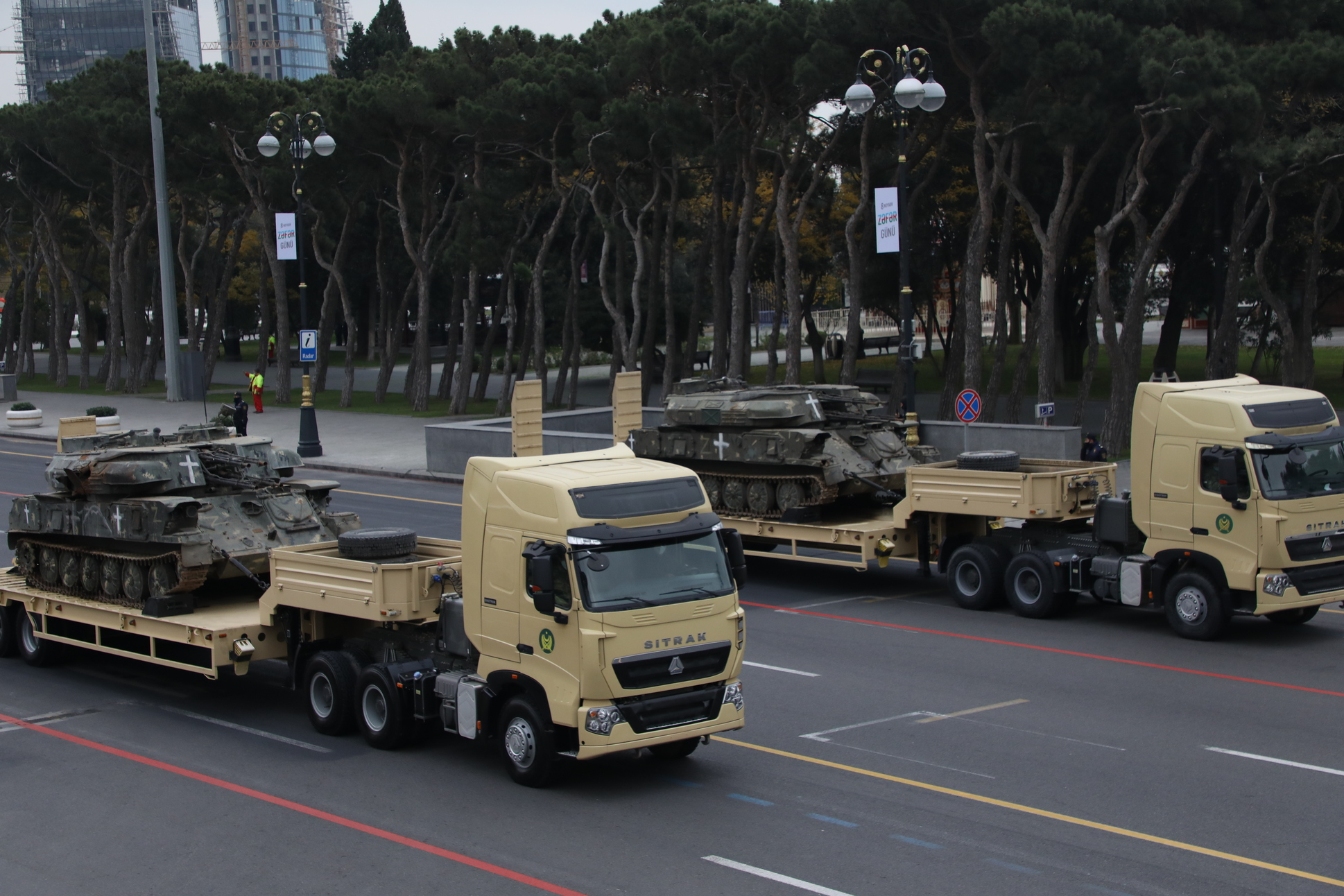
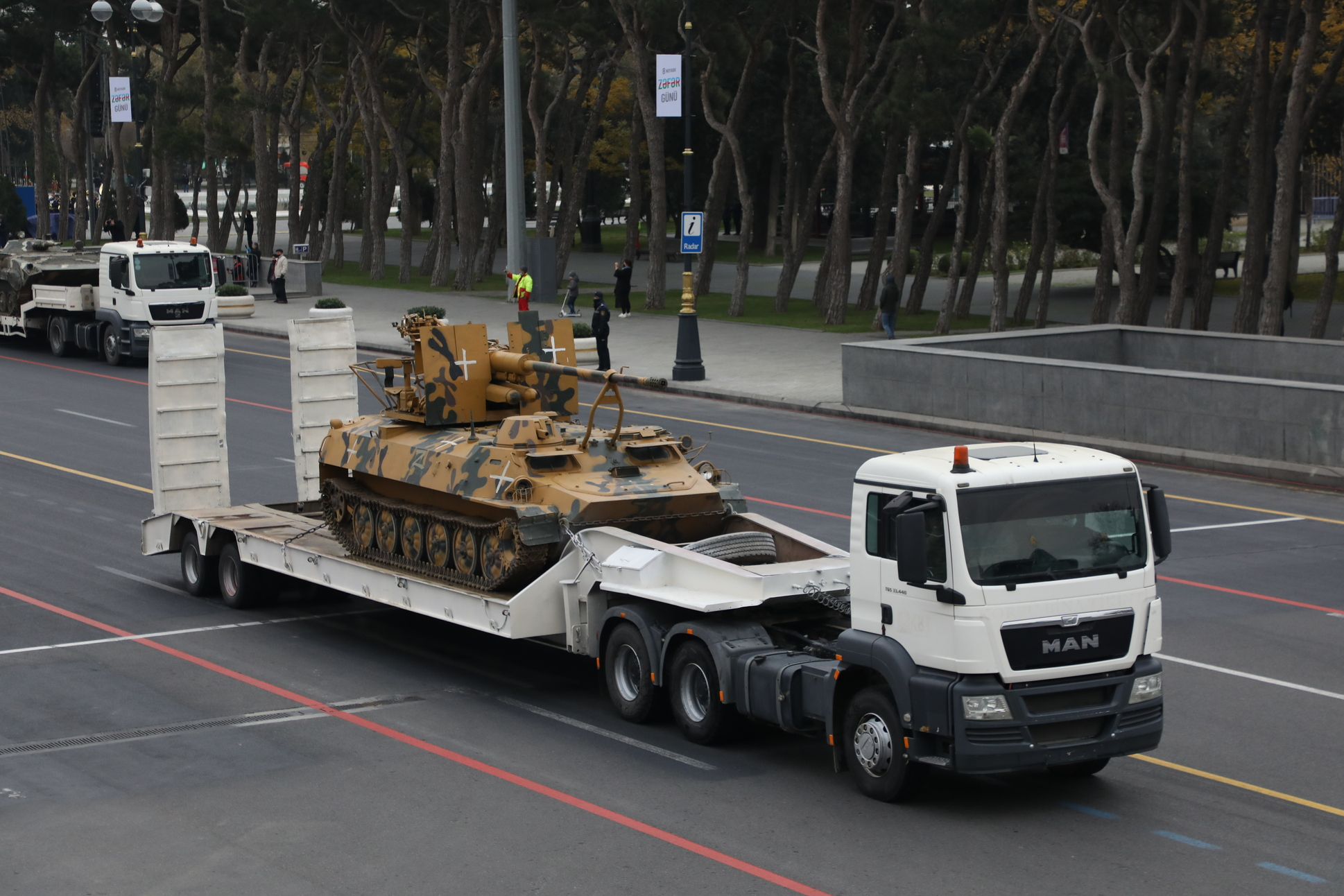
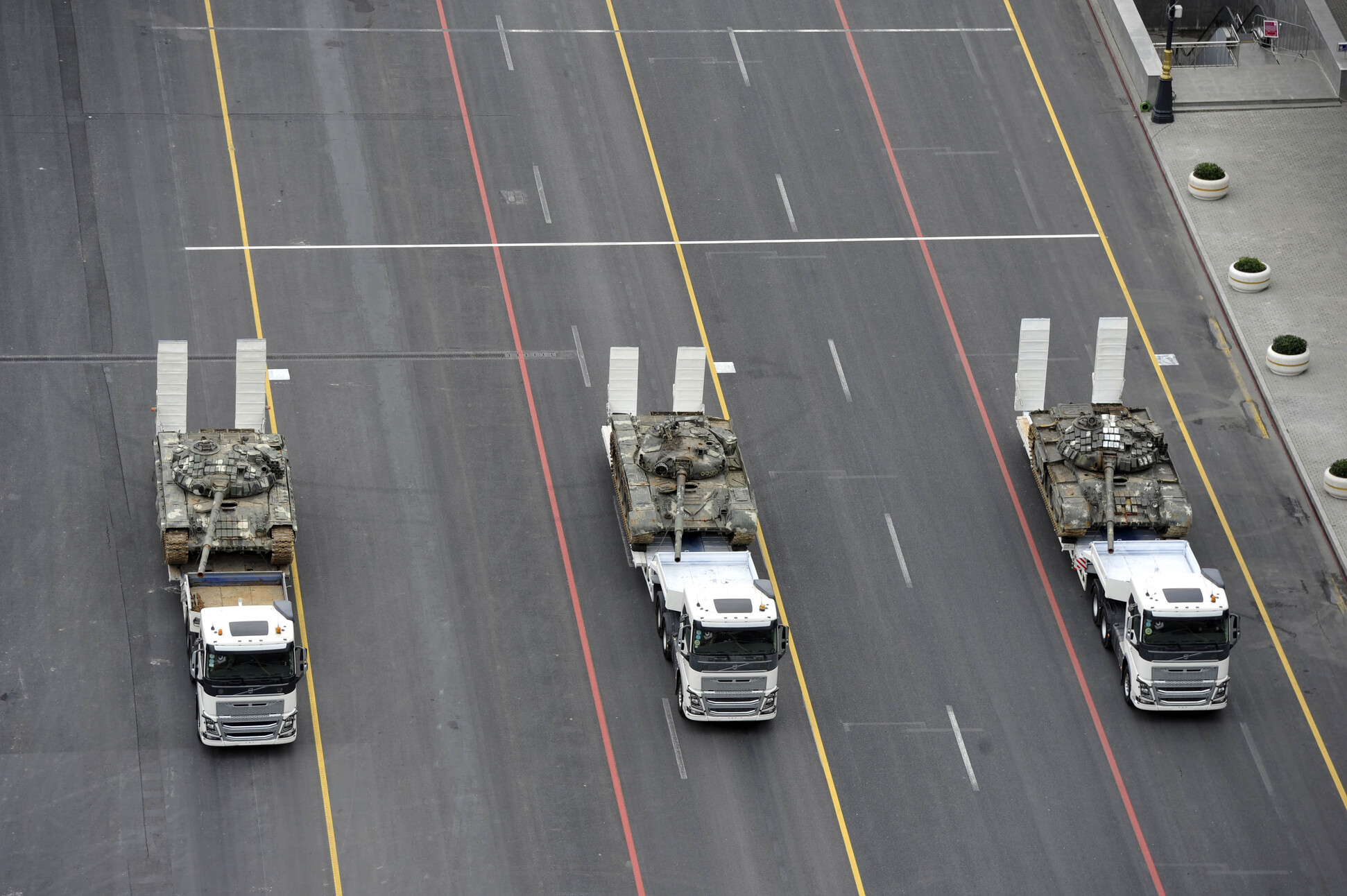
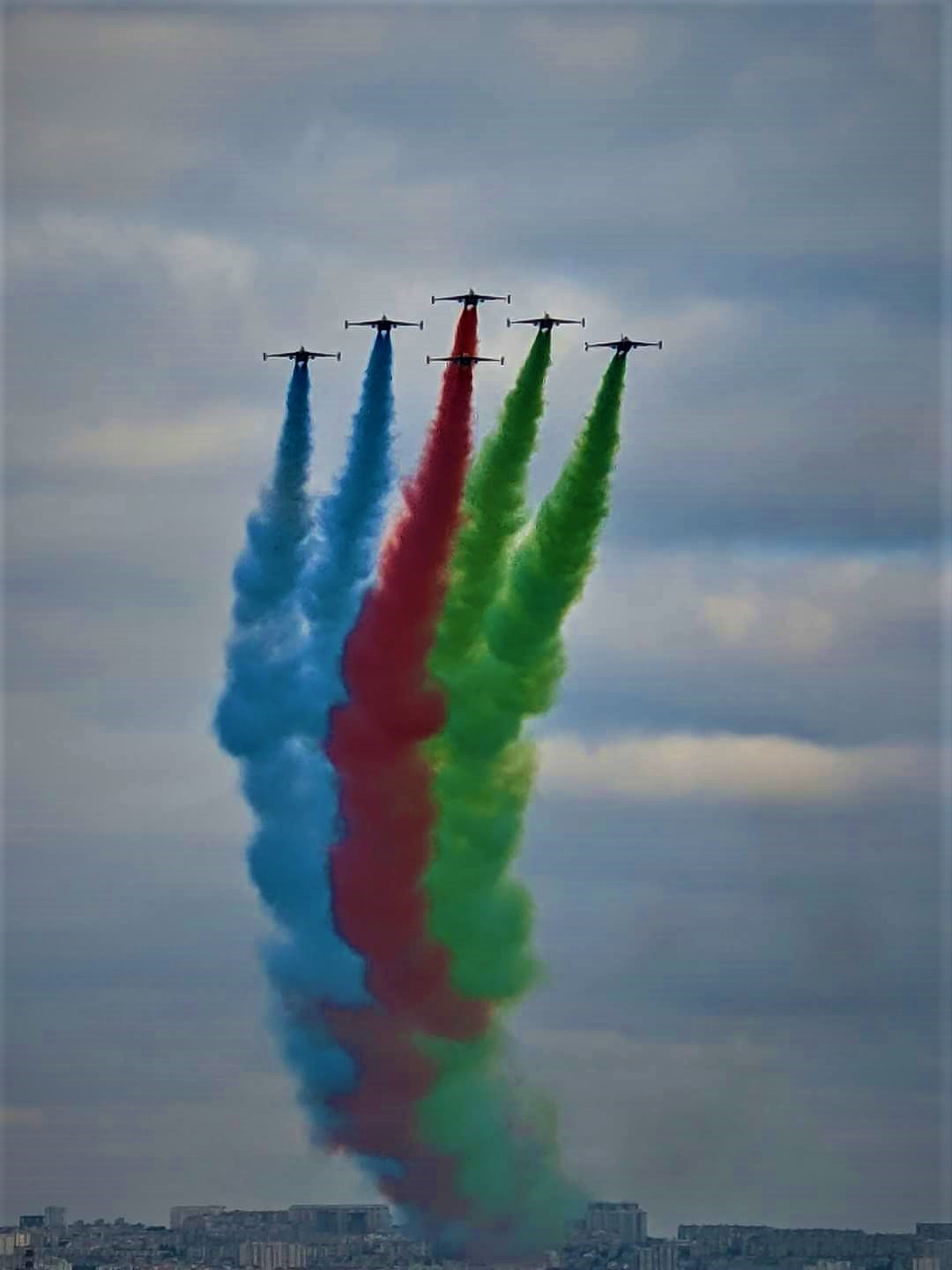